# Trossau (Altendorf)
Trossau ist ein Ortsteil der Gemeinde Altendorf im Oberpfälzer Landkreis Schwandorf, Bayern, und Mitglied der Verwaltungsgemeinschaft Nabburg.

## Geographie
Trossau liegt 1,5 Kilometer nordöstlich der Staatsstraße 2040, 1,2 Kilometer nordwestlich der Staatsstraße 2159 und 1,5 Kilometer nordöstlich von Altendorf. In Trossau entspringt der Trossauer Bach, der in Richtung Südwesten nach Altendorf fließt. Er unterquert Altendorf in Rohre verlegt. Am Südrand von Altendorf tritt er wieder zutage und mündet 180 Meter weiter südwestlich in die Schwarzach. Nördlich von Trossau erheben sich der 486 Meter hohe Schirmberg und der 574 Meter hohe Pfaffenberg.

## Geschichte
Im Salbuch von 1473/75 wurde Trossau (auch: Drosaw, Trossaw, Trosau, Troßau) mit einem Geldzins von 7 Schilling 6 Pfennig erwähnt. Im Salbuch von 1513 war Trossau mit einem Geldzins zu Walpurgis und Michaelis und mit Jägergeld jährlich von 3 Höfen und einem Lehen und Naturalzins an Käse und Eiern verzeichnet. Im Amtsverzeichnis von 1596 erschien Trossau mit 3 Höfen und einem Söldengütel. Im Türkensteueranlagsbuch von 1606 waren für Trossau 3 Höfe, 1 Gut, 3 Pferde, 10 Ochsen, 10 Kühe, 9 Rinder, 1 Schwein, 3 Stiere, 85 Schafe, 9 Frischlinge und eine Steuer von 13 Gulden und 46 Kreuzer eingetragen. Zusätzlich zur Gutsherrschaft Fronhof gehörig ein Gut laut Steuerbuch von 1630 mit 2 Ochsen, 1 Kuh und einer Steuer von 3 Gulden, ½ Kreuzer.
Während des Dreißigjährigen Krieges hatte Trossau konstant in den Jahren 1500, 1523, 1583, 1631, 1658 jeweils 4 Untertanen und 1712 hatte es 5 Untertanen. Die Kriegsaufwendungen betrugen 207 Gulden.
Im Herdstättenbuch von 1721 erschien Trossau mit 4 Anwesen, 5 Häusern und 5 Feuerstätten. Zusätzlich zu Fronhof gehörig ein Anwesen, ein Haus und eine Feuerstätte. Im Herdstättenbuch von 1762 erschien Trossau mit 4 Herdstätten, 2 Inwohnern und einer Herdstätte im Hirtenhaus mit einem Inwohner.  Zusätzlich zu Fronhof gehörig eine Herdstätte, kein Inwohner. 1792 hatte Trossau 4 hausgesessene Amtsuntertanen. 1808 gab es in Trossau 4 Anwesen und ein Hirtenhaus. Zusätzlich zu Fronhof gehörig 1 Anwesen. 1819 gehörte ein Bauer in Trossau zur Gutsherrschaft Fronhof.
1808 begann in Folge des Organischen Ediktes des Innenministers Maximilian von Montgelas in Bayern die Bildung von Gemeinden. Dabei wurde das Landgericht Nabburg zunächst in landgerichtische Obmannschaften geteilt. Trossau kam zur Obmannschaft Altendorf. Zur Obmannschaft Altendorf gehörten: Altendorf, Fronhof, Schirmdorf, Dürnersdorf, Trossau, Siegelsdorf, Oberkonhof und Murglhof.
1811 wurden in Bayern Steuerdistrikte gebildet. Dabei wurde Trossau Steuerdistrikt. Der Steuerdistrikt Trossau bestand aus den Dörfern Trossau und Schirmdorf, den zur Gutsherrschaft Fronhof gehörenden Waldungen vorderer und hinterer Katzbachschlag und dem Schirmberg. Er hatte 15 Häuser, 103 Seelen, 250 Morgen Äcker, 65 Morgen Wiesen, 75 Morgen Holz, 2 Weiher, 15 Morgen öde Gründe und Wege, 4 Pferde, 36 Ochsen, 35 Kühe, 24 Stück Jungvieh, 60 Schafe und 24 Schweine.
Schließlich wurde 1818 mit dem Zweiten Gemeindeedikt die übertriebene Zentralisierung weitgehend rückgängig gemacht und es wurden relativ selbständige Landgemeinden mit eigenem Vermögen gebildet, über das sie frei verfügen konnten. Hierbei kam Trossau zur Ruralgemeinde Dürnersdorf. Die Gemeinde Dürnersdorf bestand aus den Ortschaften Dürnersdorf mit 12 Familien, Oberkonhof mit 7 Familien, Trossau mit 8 Familien, Schirmdorf mit 10 Familien und Siegelsdorf mit 5 Familien. 1972 wurde die Gemeinde Dürnersdorf in die Gemeinde Altendorf eingegliedert.
Trossau gehörte vom 18. bis zum 20. Jahrhundert zur Pfarrei Altendorf, Dekanat Nabburg.

## Einwohnerentwicklung ab 1818
| Jahr | Einwohner  | Gebäude |
| ---- | ---------- | ------- |
| 1818 | 8 Familien | k. A.   |
| 1828 | 52         | 8       |
| 1838 | 56         | 10      |
| 1864 | 55         | 27      |
| 1875 | 61         | 26      |
| 1885 | 62         | 10      |
| 1900 | 55         | 9       |
| 1913 | 51         | 9       |

| Jahr | Einwohner | Gebäude |
| ---- | --------- | ------- |
| 1925 | 46        | 9       |
| 1950 | 44        | 8       |
| 1961 | 38        | 8       |
| 1964 | 38        | 8       |
| 1970 | 54        | k. A.   |
| 1987 | 58        | 10      |
| 2011 | 65        | k. A.   |